# Zákon o krajích (krajské zřízení)
Zákon o krajích (krajské zřízení) byl přijat Parlamentem České republiky dne 12. dubna 2000. Vyhlášen ve Sbírce zákonů byl pod číslem 129/2000 Sb. a nabyl účinnosti dne 12. listopadu 2000. Tento zákon upravuje postavení a orgány samosprávných krajů. Orgány kraje jsou zastupitelstvo kraje, rada kraje, krajský úřad a hejtman.

## Systematika
Zákon o krajích se skládá z 9 hlav, které se člení na díly.